# قاسم‌آباد سفلی (رودسر)
قاسم‌آباد سفلی، روستایی زیبا از توابع بخش چابکسر شهرستان رودسر در استان گیلان ایران است که در فهرست ملی چادرشب بافی ثبت گردیده و آوازه جهانی دارد.  مدارس ابتدایی ، راهنمایی و دبیرستان- زمین چمن ورزشی-ارتفاعات چاله سرا - موزه مردم شناسی - مجتمع اقامتی گیله بوم و ... از مکان های توریستی و مهم روستا هستند. اقتصاد این ناحیه بر کشاورزی استوار است.
حمید هیراد خواننده پاپ و محبوب کشورمان، اصالتا اهل این روستا هستند.

## جمعیت
این روستا در بخش چابکسر قرار دارد و براساس سرشماری مرکز آمار ایران در سال ۱۳۹۵، جمعیت آن ۲۸۵۰ نفر بوده‌است.